# Palais Lieben-Auspitz

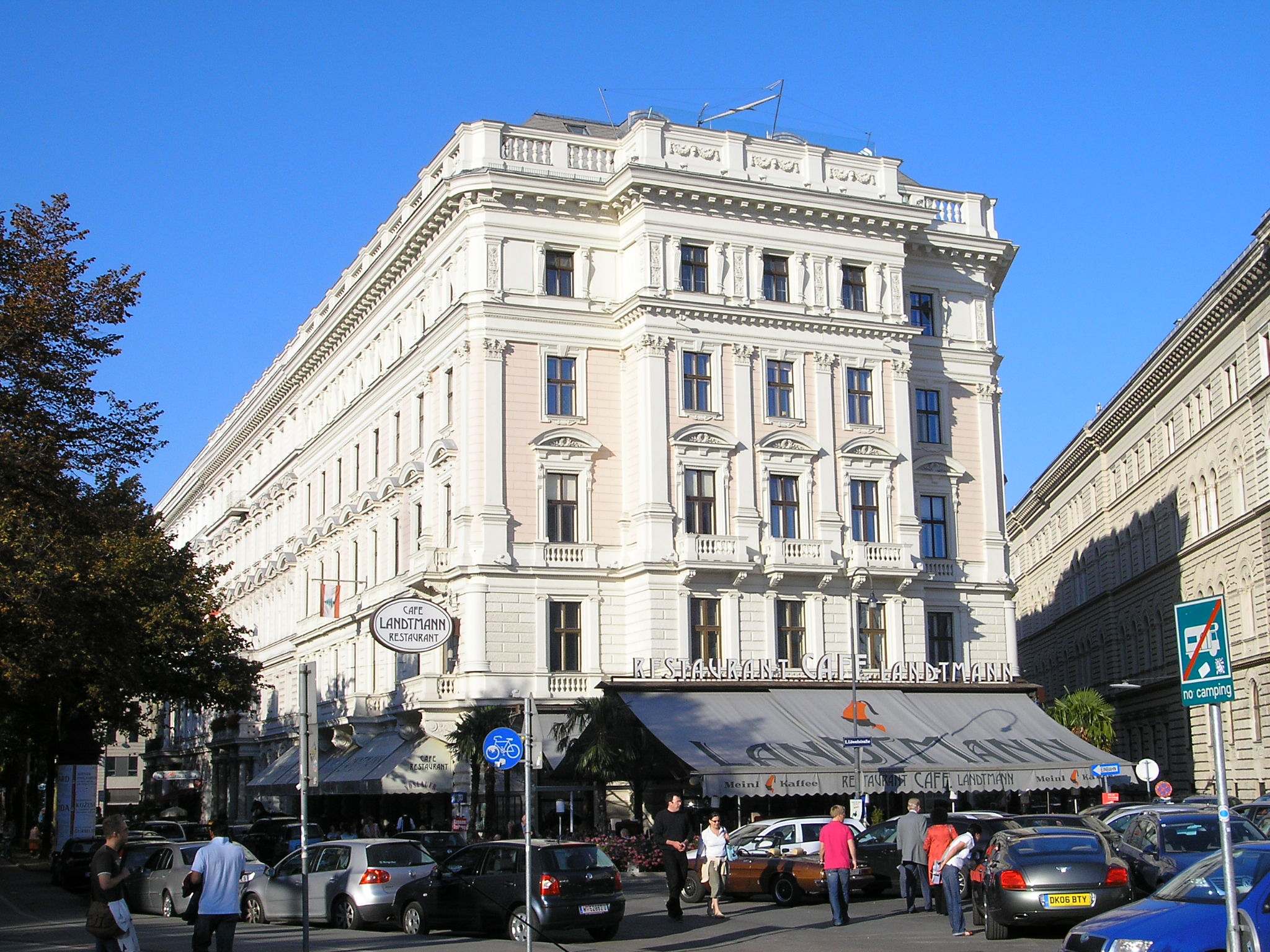
Palais Lieben-Auspitz

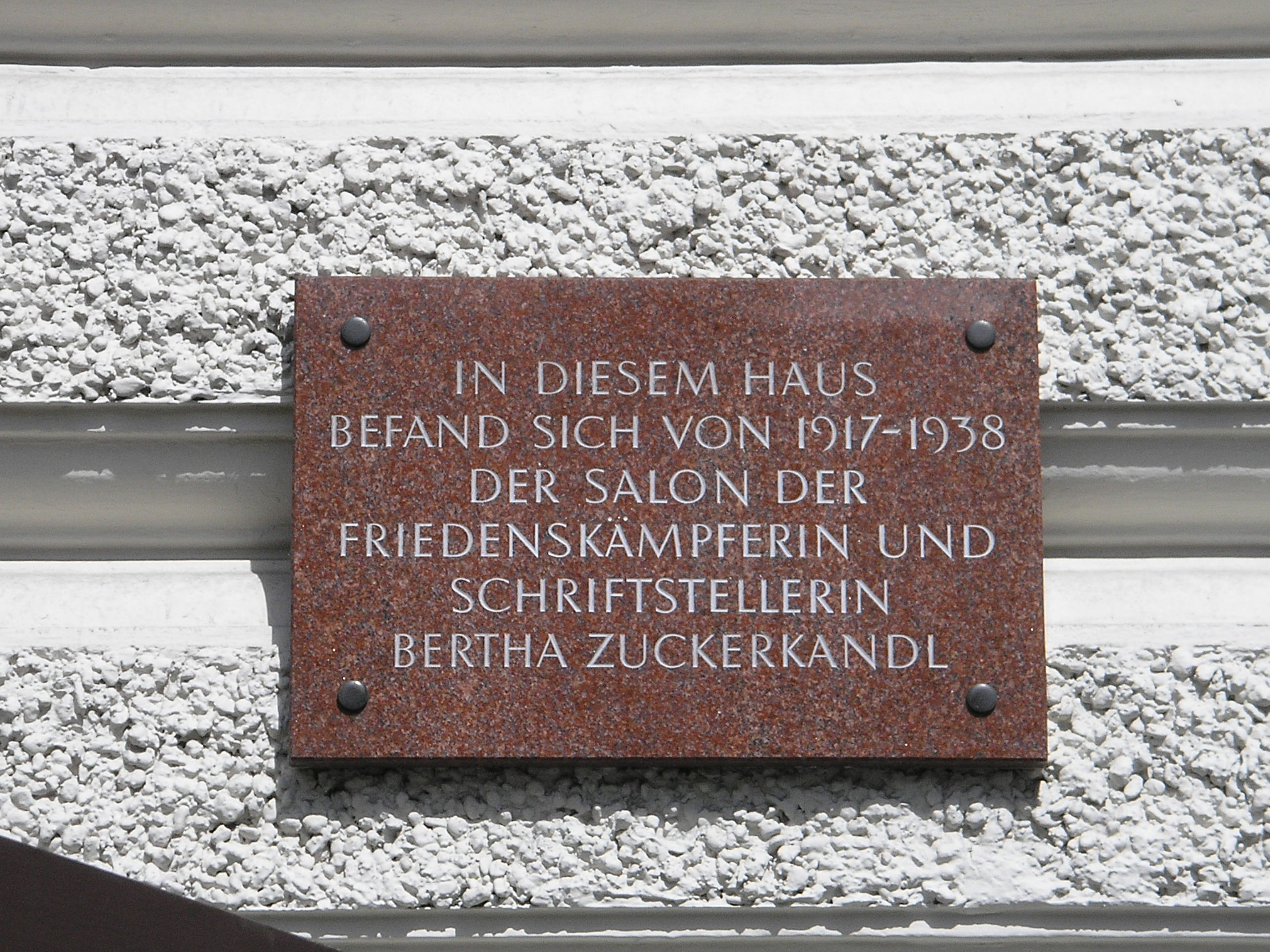
Plaque commémorative au salon littéraire de Berta Zuckerkandl

Le Palais Lieben-Auspitz est un palais urbain viennois situé dans l'Innere Stadt, au 4 Universitätsring, connu comme l'emplacement du Café Landtmann et le salon légendaire de Berta Zuckerkandl-Szeps. 

## Histoire
Il a été construit au nom des frères Léopold, Adolf, Hélène, Richard et Ida Lieben et de leur cousin et mari d'Hélène Rudolf Auspitz par les architectes Carl Schumann et Ludwig Tischler de 1873 à 1874 en style historiciste. À cette époque, une grande partie de la Ringstrasse de Vienne était encore en construction: lors de la mise en service du bâtiment, ni le bâtiment principal de l'Université de Vienne, désormais adjacent, ni le nouveau bâtiment du Burgtheater n'existaient. 
Le célèbre Café Landtmann est situé au rez-de-chaussée. Berta Zuckerkandl-Szeps y a organisé son salon littéraire dans cette maison (entrée Oppolzergasse 6). Léopold Lieben a emménagé au premier étage en 1888 et l'a meublé dans le style rococo. Il était le père du physicien Robert von Lieben. 
La fille de Léopold Lieben, la sœur de Robert Valérie, vivait également dans la maison avec son mari Johann Paul Karplus, médecin. Leur petit-fils Martin Karplus, qui vit aux États-Unis, a reçu le prix Nobel de chimie en 2013. 

## Littérature
- Michaela Feurstein, Gerhard Milchram: Vienne juive: promenades en ville. Böhlau Verlag GmbH, Vienne, Cologne 2001,  (ISBN 3-205-99094-3)

## Liens web
- Sur les traces de Robert c. L'amour à Vienne

## Source de traduction
- (de) Cet article est partiellement ou en totalité issu de l’article de Wikipédia en allemand intitulé « Palais Lieben-Auspitz » (voir la liste des auteurs).